# Euxylophora paraensis
Euxylophora paraensis là một loài thực vật có hoa trong họ Cửu lý hương. Loài này được Huber mô tả khoa học đầu tiên năm 1910.